# Novaki (Sopje)
Novaki is een plaats in de gemeente Sopje in de Kroatische provincie Virovitica-Podravina. De plaats telt 406 inwoners (2001).